# سيرجيو دا روكا
سيرجيو دا روكا (بالبرتغالية: Sérgio da Rocha‏) (و. 1959  م) هو كاهن كاثوليكي برازيلي.

## مناصب
تولى منصب كاردينال، Santa Croce in Via Flaminia ‏ (منذ 19 نوفمبر 2016)"Sérgio Cardinal da Rocha [Catholic-Hierarchy]". مؤرشف من الأصل في 2019-06-09.
- مطران برازيليا ‏ (منذ 15 يونيو 2011)
- أسقف كاثوليكي (منذ 11 أغسطس 2001)[1]
- مطران كاثوليكي  [لغات أخرى]‏
- مطران كاثوليكي  [لغات أخرى]‏
- أسقف مساعد  [لغات أخرى]‏[1]
- أسقف عنواني  [لغات أخرى]‏[1]

.

## التعليم
تعلم في جامعة لاتيران البابوية ‏
.